# Kościół św. Anny w Łysych
Kościół świętej Anny – rzymskokatolicki kościół filialny należący do parafii Chrystusa Króla Wszechświata w Łysych w dekanacie Myszyniec diecezji łomżyńskiej.

## Historia
Jest to świątynia wzniesiona w latach 1876-1882 jako rozbudowa istniejącej od 1789 kaplicy. Wybudowana została dzięki staraniom ks. Józefa Gadomskiego. Ze względu na ograniczenia wprowadzone w zaborze rosyjskim kościół był budowany bez gwoździ i jedynie nocami. Budowla była remontowana w latach 1965–1969.
Kościoły w Lemanie, Turośli, Dąbrówce i Łysych to zespół czterech budowli sakralnych określanych mianem kościołów w stylu kurpiowskim. Wszystkie mają dwie wieże w ścianie frontowej i trójkątny szczyt. Forma ta nawiązuje do klasycystycznych tympanonów.
Rozgłos, jaki kościół w Łysych zyskał dzięki organizowanym od 1969 konkursom na najpiękniejszą palmę wielkanocną, sprawił, że świątynia była zbyt mała, by pomieścić wiernych i pielgrzymów. W latach 1998–2000 wystaw /iono nowy murowany kościół. Stara świątynia jest otwierana tylko w Niedzielę Palmową. Z kościoła wyrusza uroczysta procesja z palmami. We wnętrzu kościoła palmy prezentowane są na czas konkursu i przechowywane przez cały rok.

## Architektura

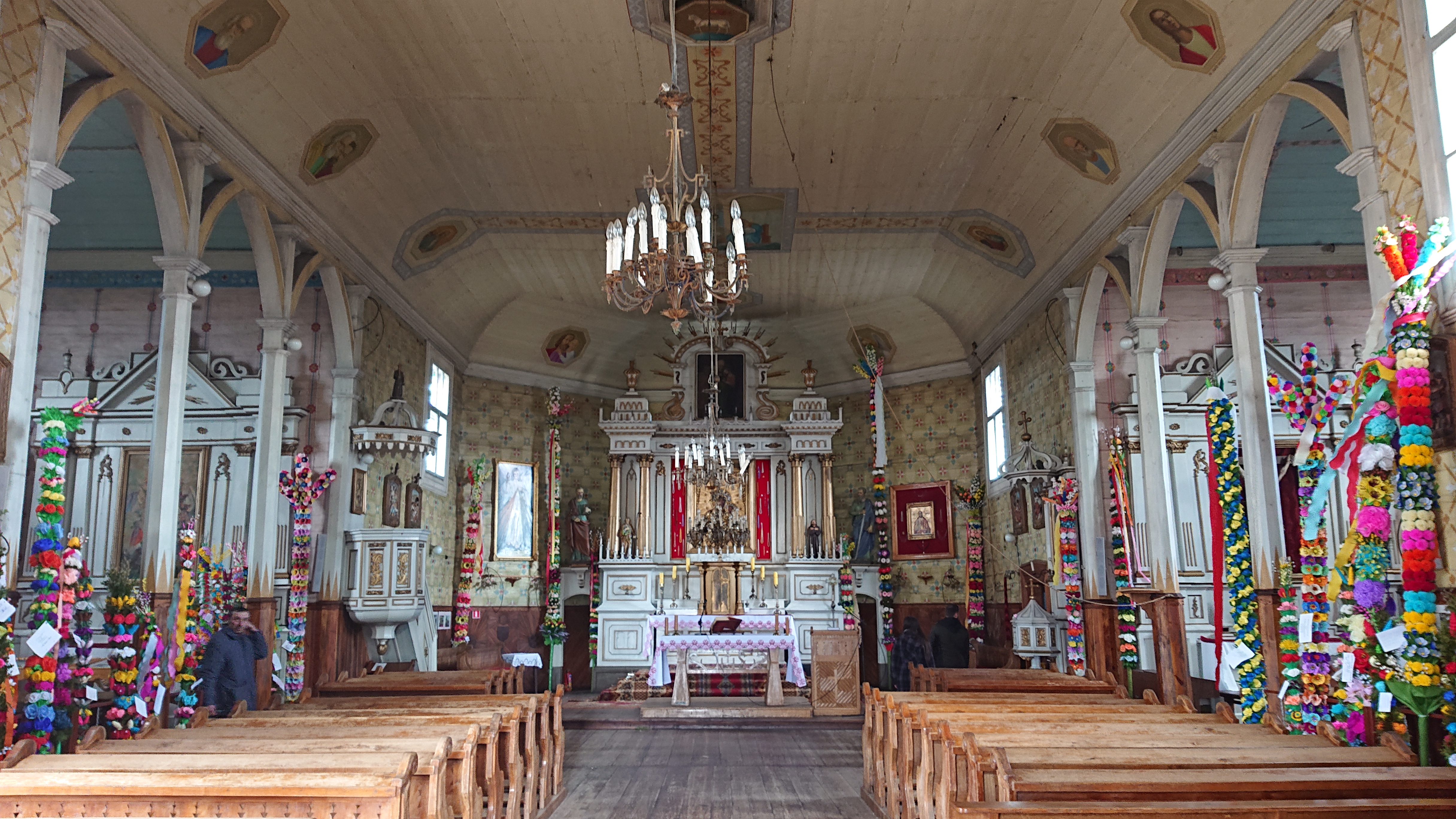
Wnętrze kościoła w Niedzielę Palmową 2022

Kościół jest drewniany, zbudowany w konstrukcji zrębowej. Ściany są szalowane z listwowaniem. Kościół ma jedną nawę. Budowla jest orientowana, na planie krzyża łacińskiego. Ramiona boczne tworzą kaplice zamknięte trójbocznie z kalenicami niższymi w stosunku do nawy głównej. Prezbiterium jest mniejsze w stosunku do nawy, ale tej samej szerokości, zamknięte jest trójbocznie. Do prezbiterium przylegają dwie boczne zakrystie. Do nawy od zachodu przylega kruchta z dwoma identycznymi kwadratowymi lamusami. 
Fasada frontowa jest dwukondygnacyjna. Druga kondygnacja jest czteroosiowa z oknami, ozdobiona dwiema wieżami, między którymi znajduje się trójkątny szczyt oddzielony od niższej kondygnacji wyraźnym gzymsem obitym blachą. W szczycie umieszczono medalion flankowany dwoma trójkątnymi okienkami. Wieże zbudowano na planie kwadratu, na szczycie przechodzą w ośmiokątne. Są zwieńczone dachami hełmowymi z podwójnymi latarniami. Elewacja południowa i północna są identyczne, z ryzalitami na zachodzie i wejściami na osi ścian naw bocznych. Na elewacji wschodniej, oprócz trójbocznie zamkniętego prezbiterium, widoczne jednoosiowe ściany zakrystii z oknami. 
Więźba dachowa kościoła jest krokwiowa, podwójna, wzmocniona jętkami na stolcach z zastrzałami. Dach świątyni jest jednokalenicowy i pokryty blachą. Na dachu, na skrzyżowaniu nawy głównej i ramion transeptu, umieszczono czworokątną wieżyczkę na sygnaturkę zwieńczoną blaszanym dachem hełmowym z podwójną latarnią. Nad zakrystią i kruchtą dach jest pulpitowy. 
Do kościoła prowadzą drewniane, dwuskrzydłowe, spongowe drzwi umieszczone na osi symetrii elewacji frontowej. Drzwi do kruchty bocznej i zakrystii są drewniane, jednoskrzydłowe, spongowe. Wszystkie drzwi są szalowane w romby i nabijane kowalskimi gwoździami. Okna w kościele są prostokątne w drewnianych ramach, podwójne, dwu- i czteropolowe, z nadświetlem. W oknach prezbiterium zmontowano nadświetla z witrażami.  
Wnętrze nakryte jest stropem płaskim z fasetą obejmującym nawę i prezbiterium. Ramiona transeptu rozgraniczone są od nawy dwiema parami słupów o sfazowanych narożach z zastrzałami. Chór muzyczny podpierają dwa słupy. Jest lekko wysunięty do przodu w środkowej części. Na chórze stoi neobarokowy prospekt organowy z instrumentem z 1902 autorstwa Jana Szrejberta. Podłoga została wykonana z drewnianych desek. Polichromia ma formę geometrycznych wzorów. Została wykonana w II połowie XIX wieku. 
Pod względem rozplanowania kościół jest prawie identyczny jak świątynia w Turośli, różni się tylko zamknięciem ramion transeptu. 

## Wyposażenie
Wyposażenie w stylu neobarokowym pochodzi głównie z końca XIX wieku. Należą do niego ołtarz główny, dwa ołtarze boczne, ambona i chrzcielnica. 